# EMBO Molecular Medicine
EMBO Molecular Medicine est une revue médicale en libre accès, évaluée par les pairs couvrant la recherche en médecine moléculaire.
La revue a été publiée par Wiley-Blackwell en collaboration avec l'Organisation européenne de biologie moléculaire depuis son lancement en 2009, jusqu'en décembre 2013, lorsque l'EMBO Press a été lancé. Selon le Journal Citation Reports, la revue avait un facteur d'impact de 10,624 en 2018, la classant 7e sur 128 revues dans la catégorie « Médecine, recherche et expérimentation ».